# نويل بلان
نويل بلان (بالإنجليزية: Noel Blanc)‏ هو ممثل أمريكي، ولد في 19 أكتوبر 1938 بلوس أنجلوس في الولايات المتحدة.

## أعمال

### أفلام
- (2005)  القصة غير مروية

## وصلات خارجية
- نويل بلان على موقع IMDb (الإنجليزية)
- نويل بلان على موقع ميوزك برينز (الإنجليزية)
- نويل بلان على موقع ديسكوغز (الإنجليزية)
- نويل بلان على موقع قاعدة بيانات الفيلم (الإنجليزية)